# Ring Freiheitlicher Studenten (Deutschland)
Der Ring Freiheitlicher Studenten (rfs) war ein Studentenverband in der Bundesrepublik Deutschland, der in den 1970er- und 1980er-Jahren existierte und stark neofaschistische Tendenzen aufwies.

## Geschichte
Nach Vorbild des österreichischen Rings Freiheitlicher Studenten (rfs) wurde der erste rfs-Verband in der Bundesrepublik Deutschland 1972 auf der 10-Jahresfeier der Burschenschaftlichen Gemeinschaft (BG) an der Universität Mainz gegründet. In Mainz hatte ebenfalls eine „Zentralstelle des rfs-Förderkreises“ ihren Sitz. Der Mainzer rfs-Verband bestand bis 1974 und ging anschließend im Nationaldemokratischen Hochschul-Bund auf.
Im Juni 1977 versuchten Studenten in Köln einen zweiten Anlauf. Die Initiative ging 1976 vom Hochschulpolitischen Ausschuss (HpA) aus, einem Gremium der Deutschen Burschenschaft, der nach Auffassung von Dietrich Heither „seit Mitte der siebziger Jahre als «Durchlauferhitzer» für rechtsextremes Gedankengut“ fungierte. Der HpA kündigte in den Burschenschaftlichen Blättern für den 29./30. Januar 1977 ein HpA-Seminar in Wien zum Thema "Der rfs – Chance einer konservativen Hochschulfraktion" an. Dem HpA gehörten 1976 Günther Paul, Klaus Kunze und Uwe Behrendt an. Klaus Kunze war 1977 Mitgründer und Mitglied des rfs-Köln und berichtete über die Gründung in Köln in den Burschenschaftlichen Blättern. Uwe Behrendt war Mitglied des Hochschulrings Tübinger Studenten (HTS). 1977 bezeichnete sich der HTS als Mitglied im rfs. Im Juni 1977 übernahm die Burschenschaft Danubia den Vorsitz der Deutschen Burschenschaften mit dem Vorsitzenden Michael Friedrich Vogt. In einem Interview schilderte Vogt, dass man übergegangen sei, sich unter dem Namen Ring freiheitlicher Studenten eine eigene Basis zu schaffen. Vogt war Mitglied des rfs-Köln.
Der rfs-Köln trat zu den Wahlen des Studentenparlaments der Universität zu Köln an und war dort von 1978 bis 1987 vertreten.
Nach Zusammenstößen zwischen Polizei und rfs-Mitgliedern am 30. November 1987, in deren Verlauf der Nordrhein-Westfälische-Landesvorsitzende des rfs Polizisten mit einer Gaspistole bedrohte und ein Polizist einen Warnschuss abgab, wurden drei Studenten des rfs vorübergehend von der Polizei festgenommen. Laut dem Polizeibericht wurde im Wagen eines der Festgenommenen pyrotechnisches Material gefunden, welches geeignet war, erhebliche Körperverletzungen herbeizuführen. Aufgrund dieser Ereignisse strich die Universität am 1. Dezember 1987 den rfs aus der Matrikel. Der rfs legte Widerspruch gegen diese Verfügung ein, die in erster Instanz am Verwaltungsgericht Köln verhandelt wurde und am 8. Dezember 1987 in einer Bestätigung der Streichung mündete. Erst in der zweiten Instanz wurde die durch die Kölner Universität ausgesprochene Streichung aus der Matrikel vom Oberverwaltungsgericht Münster mit Beschluss vom 10. Juni 1988 aufgehoben. Danach engagierten sich ehemalige rfs-Mitglieder im Republikanischen Hochschulverband (RHV).

## Inhaltliches Profil
In seinen Leitgedanken zur Bildungs- und Hochschulpolitik von 1978 vertrat der rfs in seinen Grundsätzen ein „realistisches Menschenbild“, weil es sich „konsequent an den Forschungsergebnissen der Naturwissenschaften“ orientieren würde. In einer Dokumentation des konservativen Ring Christlich-Demokratischer Studenten über den rfs von 1981 wurde die Nähe dieses Menschenbildes zum „lebensrichtigen Bild der Menschen und Völker“ der Nationaldemokratischen Partei Deutschlands aufgezeigt. Beide Grundsätze würden sich von der Annahme und Kernthese einer ausschließlich genetischen Determinierung des Menschen ableiten. Unter der Losung Einigkeit und Recht und Freiheit definierte der rfs für sich die folgenden Grundwerte: die „Einigkeit Deutschlands“, das „Recht auf Verschiedenheit“ und die „Freiheit als Hinwendung zu den Grundwerten menschlichen Lebens“. Der positive Bezug des rfs auf die Thesen von Henning Eichberg und Alain de Benoist unterstrichen den elitären und ethnopluralistischen Ansatz.

## Organisation
Ab 3. November 1979 formierte sich der rfs auf Bundesebene. Die rund 250 Mitglieder wurden durch 32 Delegierte aus 14 Hochschulorten vertreten. Unter anderem gab es Ortsgruppen in Köln, Siegen, Essen, Krefeld, Münster, Mainz und Oldenburg. Zum 1. Bundesvorsitzenden wurde das Mitglied der Burschenschaft Alemannia Köln Michael Herbolsheimer gewählt. Ein „allgemein-politisches“ Gründungsreferat hielt Caspar von Schrenck-Notzing über das Thema Tendenzwende – nur eine Fata Morgana?. Der rfs-Köln stellte in der Folge alle Bundesvorsitzenden. 1980 das Mitglied der Burschenschaft Germania Köln Hans Eschbach, 1981 und 1982 Hans Hausberger, 1983 Gabi Allendorf und von 1984 bis 1987 Markus Beisicht. Auf seinem achten Bundesdelegiertentag in Bonn nahmen Delegierte aus acht Hochschulorten teil, unter anderem aus Münster, Köln, Bonn, Berlin, Bochum und Frankfurt. Bundesvorsitzende wurde Gabriele Schlaeper vom rfs-Köln.
Analog dem österreichischen Vorbild erschien unregelmäßig die Zeitung der ring.

## Politische Aktivitäten
Ende Mai 1987 lud der rfs-Köln zu einer Veranstaltung mit Franz Schönhuber ein. Nach dieser Veranstaltung führte Markus Beisicht den rfs geschlossen in die neue Schönhuber-Partei Die Republikaner. Der rfs bildete, laut Eigenangaben, die „Keimzelle des Kölner Kreisverbandes“.